# آگاستا استو-گالن
آگاستا استو-گالن (انگلیسی: Augusta Stowe-Gullen; ۲۷ ژوئیهٔ ۱۸۵۷ – ۲۵ سپتامبر ۱۹۴۳) یک پزشک، مدرس و فعال مدنی در زمینهٔ حق رأی زنان اهل کانادا بود.
او فرزند امیلی استو و نخستین فارغ‌التحصیل زن از یک دانشکدهٔ پزشکی کانادایی در سال ۱۸۸۳ میلادی است. (دانشگاه ویکتوریا واقع در کبورگ).